# Isodontia mexicana
Espèce
Synonymes
- Sphex apicalis de Saussure, 1867
- Sphex apicalis mexicana de Saussure, 1867

Isodontia mexicana est un insecte hyménoptère de la famille des sphécidés. Elle est parfois nommée « Sphex du Mexique » en raison de sa proche parenté avec le genre Sphex et de son ancien nom. Elle est originaire d'Amérique centrale et du Nord et nouvelle venue en Europe occidentale.

## Description

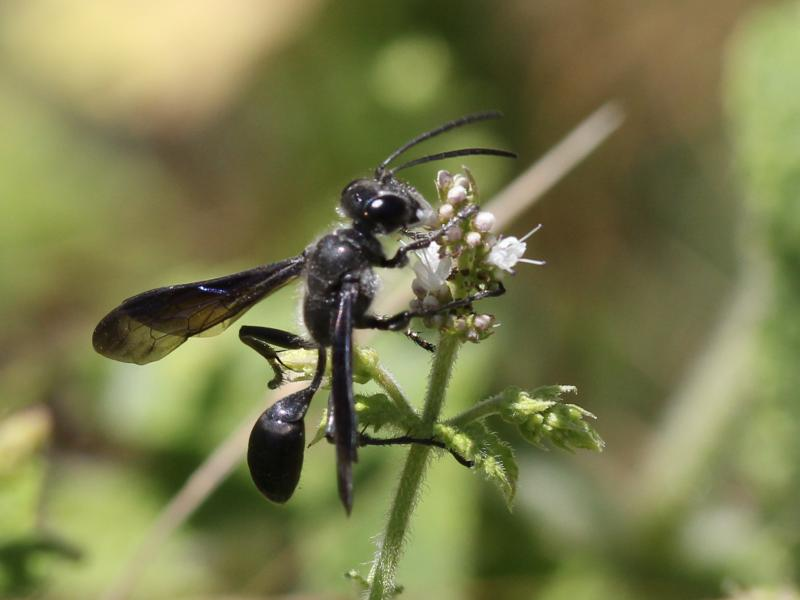
Isodontia mexicana (Provence-Alpes-Côte d'Azur, France)

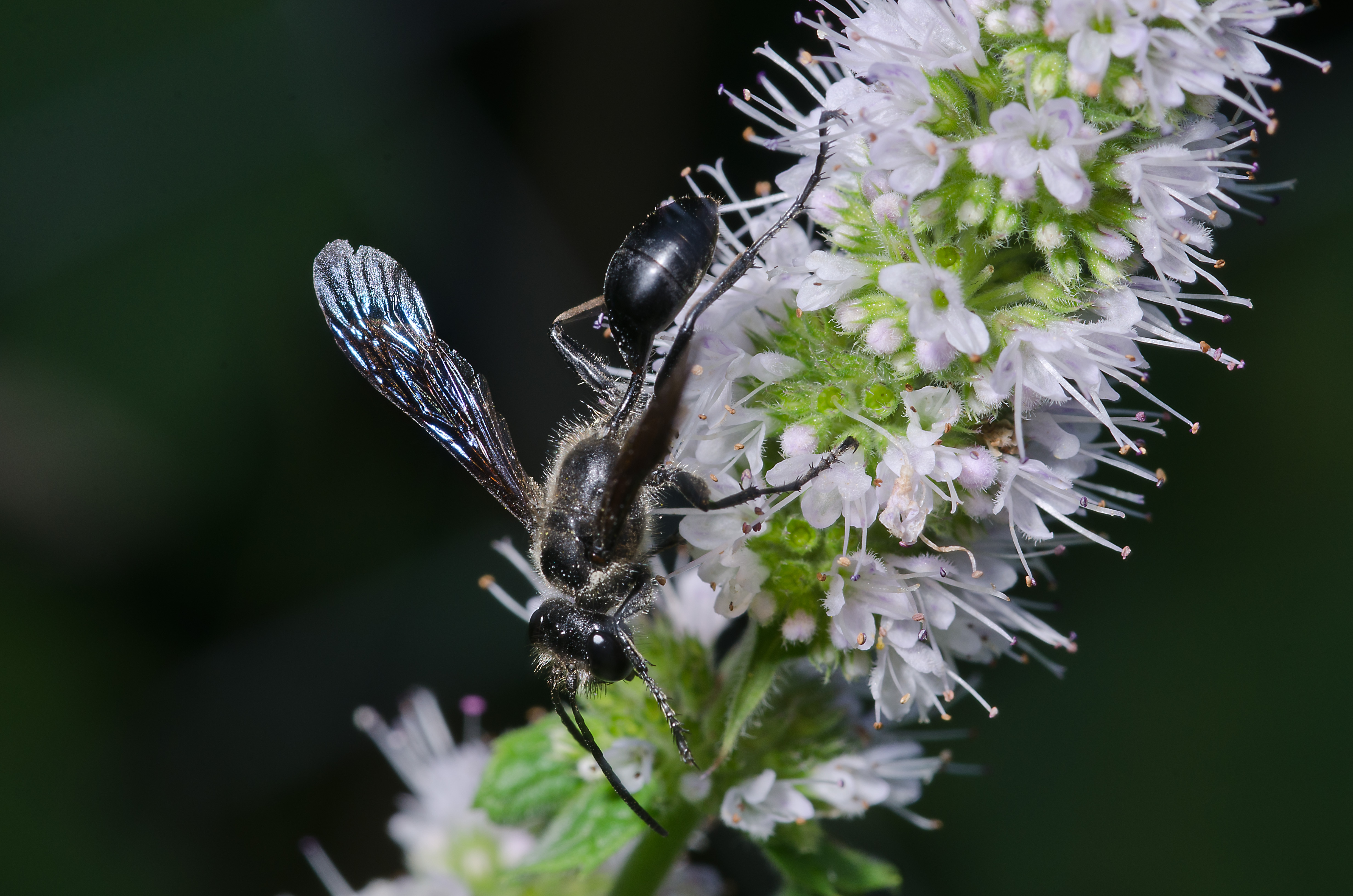
Isodontia mexicana (Stuttgart, Allemagne)

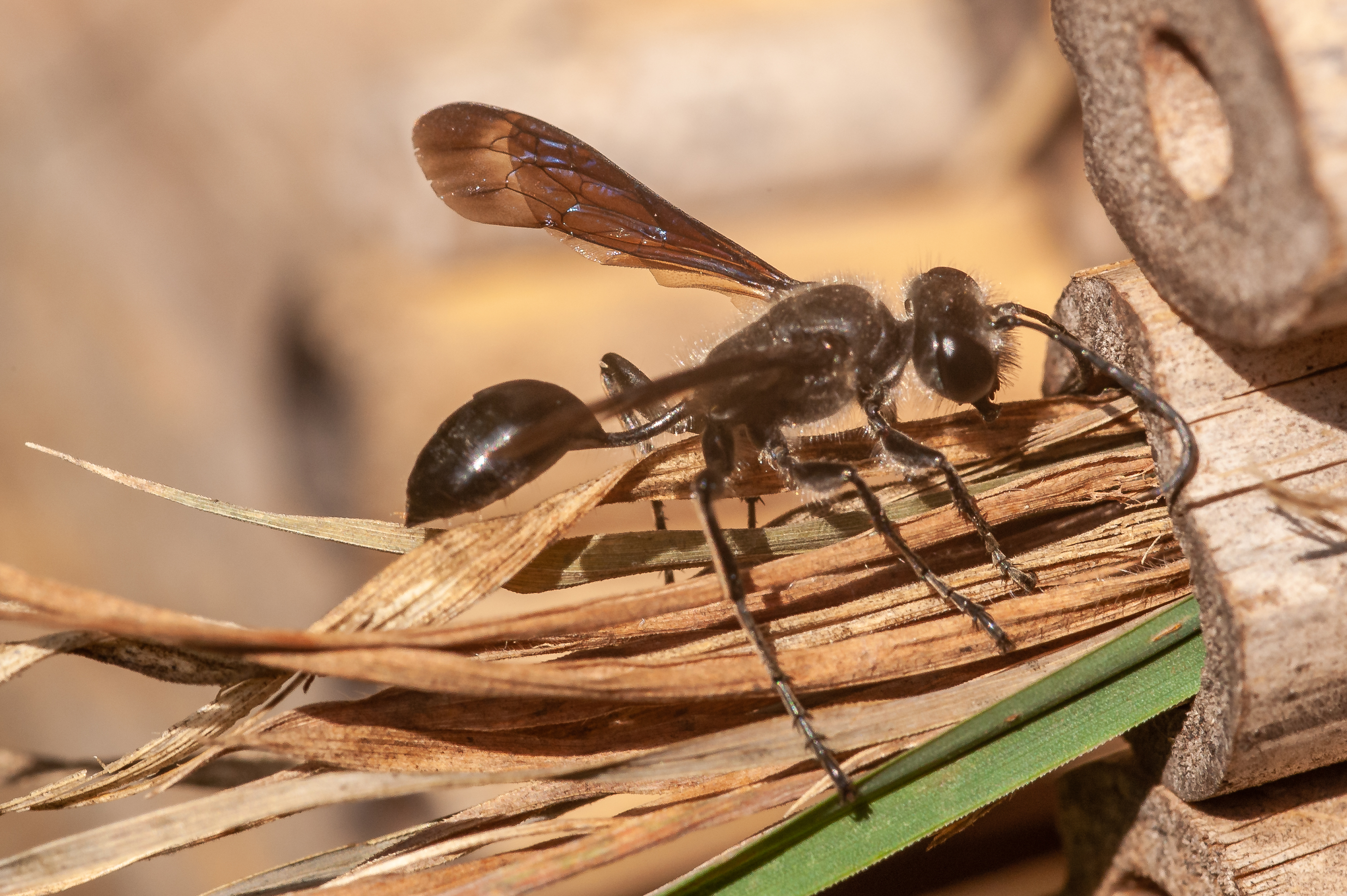
Isodontia mexicana dans un nichoir artificiel

Cette guêpe solitaire, entièrement noire, mesure de 10 à 30 mm de long. Le thorax et la tête sont couverts en partie d'une pilosité blanche. Les ailes sont fumées. L'abdomen est relié au thorax par un long pétiole courbe. Les femelles sont plus grosses que les mâles et émergent plus tard que ceux-ci.
En France et en Europe, deux espèces autochtones du genre Isodontia sont également présentes ; Isodontia splendidula dont la moitié antérieure de l'abdomen est rouge ferrugineux et Isodontia paludosa. Sa distinction est plus délicate car elle est également entièrement noire ; son pétiole est plus court et droit et des bandes de poils clairs ornent l'avant de chaque tergite.

## Biologie
Isodontia mexicana est active du début de l'été, jusqu'en septembre. L'adulte se nourrit de nectar de fleurs variées. Dans les jardins, on l'observe souvent sur les fleurs de menthe, de lierre ou de fenouil. Elle n'est pas agressive.
La femelle bâtit son nid dans des branches creuses, les feuilles enroulées de diverses plantes ou d'autres cavités naturelles, voire artificielles, souvent en réutilisant le nid d'autres espèces d'insectes. En Europe méditerranéenne, l'espèce nidifie singulièrement dans des tiges creuses de Canne de Provence. Elles sont notamment à l'origine des fréquentes touffes d'herbes sèches mélangées à des Meconema meridionale (petites sauterelles vertes) que l'on peut trouver dans les rainures des fenêtres dans le sud de la France. Les proies sont surtout le Grillon d'Italie et diverses espèces de sauterelles. Dans le tube de nidification, la femelle construit une série de cellules, séparées par des débris végétaux. Elle capture et paralyse un orthoptère, l'introduit dans le nid et pond dessus. Après avoir construit 6 à 8 cellules, elle bourre ensuite à l'intérieur de longues herbes sèches ou des aiguilles de pin pour fermer l'ouverture par un bouchon végétal.
Lorsque les œufs éclosent, les larves peuvent se nourrir des proies. Elles tissent ensuite un cocon et se nymphosent. Un adulte sort deux à trois semaines plus tard.
En Europe occidentale, Isodontia mexicana serait en compétition avec l'espèce autochtone Isodontia splendidula. En effet, elles adoptent les mêmes proies et les mêmes sites de nidification.

### Parasites
Ses parasites connus sont:
Melittobia acasta (Hym, Eulophidae) Tussac 1989, SEF
Leucospis sinensis, une espèce asiatique arrivée en Europe en 2013.
Leucospis sinensis pondant

## Répartition
Isodontia mexicana est une espèce largement répandue en Amérique du Nord ; on la trouve de l'Amérique centrale au Michigan et dans de nombreux pays européens occidentaux où elle est d'importation récente.

### Chorologie
Isodontia mexicana est originaire d'Amérique du Nord et a été importée en France dans les années 1960. Avec pour point de départ l'Hérault, elle s'est largement implantée sur tout le pourtour méditerranéen où elle est devenue commune (France, Péninsule ibérique, Italie, Croatie et Slovénie) . Elle aurait profité de la canicule de 2003 pour traverser le Massif Central et se répandre peu à peu sur les territoires français et suisse et désormais dans des localités de plus en plus au Nord et à l'Est de l'Europe.